# Es Puig d'en Valls
Es Puig d'en Valls núcleo de población y parroquia, perteneciente al término municipal de Santa Eulalia del Río, población de la que se encuentra a 12 km y situado en la periferia del casco urbano de Ibiza en Islas Baleares, España, al cual se encuentra anexo, toda vez que algunos bloques de viviendas, se encuentran sobre la línea limítrofe. La cercanía con la ciudad de Ibiza es tal, que hasta el año 2010 el código postal era igual al de Nuestra Señora de Jesús, es decir el 07819 pero el organismo oficial Correos, decidió cambiarlo por el 07800, idéntico al de la ciudad de Ibiza. Recientemente se ha vuelto a dotar al pueblo de un código postal propio, el 07813.

## Historia
Hasta los años 1970 Es Puig d'en Valls consistía solamente de algunas casas payesas perteneciendo a la parroquia de Nuestra Señora de Jesús y fue en 1970 cuando se construyó la iglesia que gradualmente se fue poblando, con la construcción de casitas ajardinadas de una sola planta, y posteriormente de algunos bloques de viviendas generalmente de hasta dos alturas, hasta llegar a la población actual de 4041 habitantes (INE 2012). Su configuración y crecimiento urbanístico dio como resultado que algunas de sus calles carezcan de las correspondientes aceras. Adyacentes a Es Puig d'en Valls se encuentran también otros pequeños núcleos de población cómo son: Can Cabrit (375 habitantes), Can Negre (540 habitantes), Cas Corb (62 habitantes).

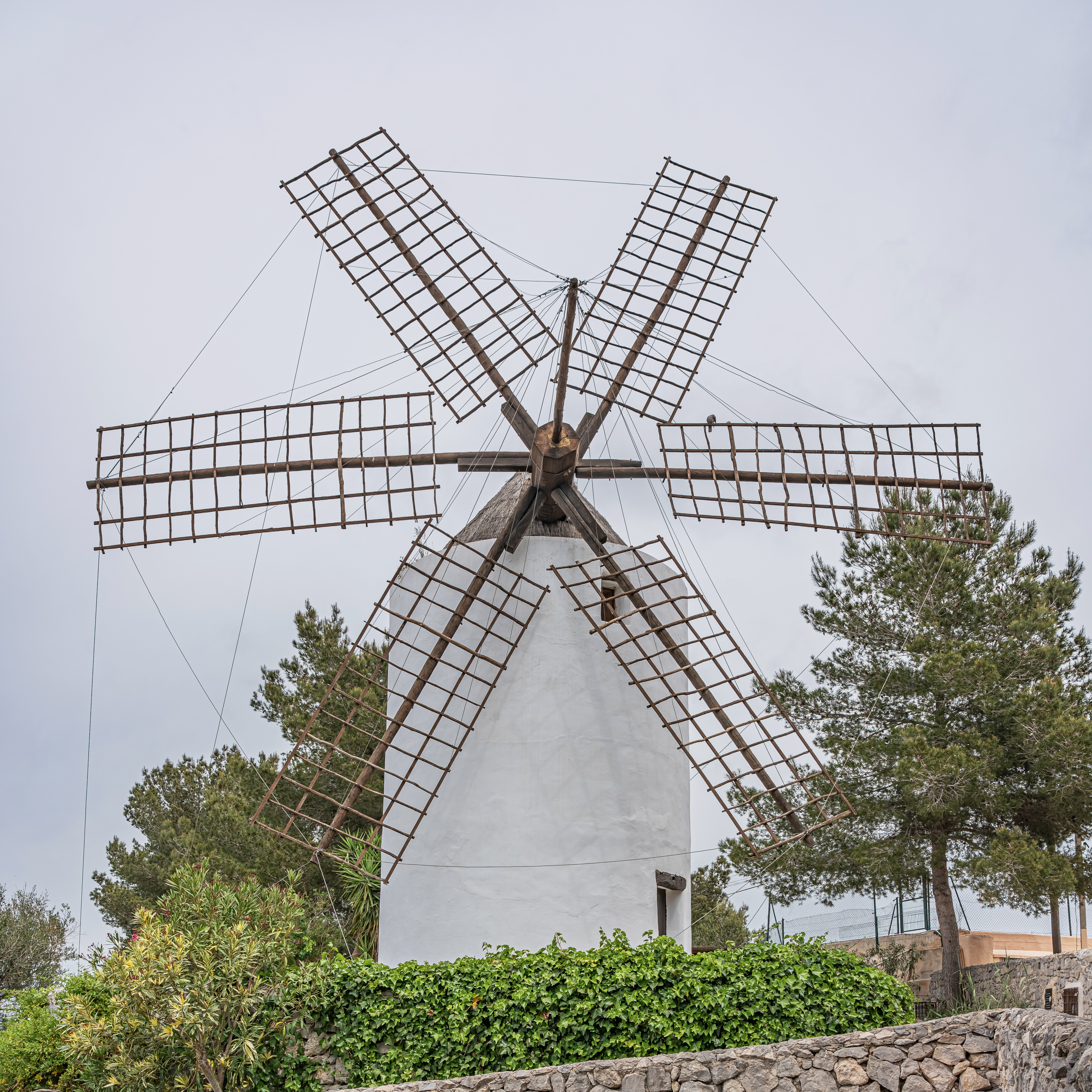
Molino de Es Puig d'en Valls

Es Puig d'en Valls es el antiguo nombre de un cerro situado frente al puerto de Ibiza, cuya cima está coronada por la torre del molino de Es Puig d'en Valls, que ya existía en el año 1791. Recientemente y tras su compra por el Consejo Insular de Ibiza, ha sido restaurada su maquinaria y se han repuesto las antenas y las velas. La estructura de fábrica también ha sido reparada manteniendo en todo momento la fidelidad al estado original. Actualmente es el único ejemplo en la isla de Ibiza en el que se puede comprobar el funcionamiento y la mecánica de una de estas antiguas fábricas de moler grano que caracterizan el paisaje de la isla entre el siglo XVI, hasta que en el año 1940 finaliza su actividad.
Es posible visitarlo los jueves de 10:30 a 13:30 para ver su interior, encargándose de la apertura, mantenimiento y limpieza del jardín colindante, la Asociación de la Tercera Edad de Es Puig d'en Valls, por convenio firmado el 29 de marzo de 2010 con el Consejo Insular de Ibiza (BOIB n.º 78 de 27 de mayo de 2010).
Algunos registros indican que Valls era el apellido del señor feudal que regentaba esas tierras después de la conquista cristiana. Debido a ello, el gentilicio del pueblo, elegido por su origen y aprobado por votación popular es el de vallencos.

## Actualidad
Las fiestas patronales se celebran anualmente el tercer domingo de mayo.
Es Puig d'en Valls es la cuna del femenino Club de Baloncesto PDV que varias temporadas ha jugado en la primera división, si bien en los últimos tiempos va cambiando el nombre cada temporada según el patrocinador, siendo para esta temporada el de 'Palacio de Congresos de Ibiza'
En 1985 se creó el Fútbol Club Deportivo Puig den Valls que este año (2010) celebra su 25.º anniversario. El mismo año se creó también la Colla Juvenil de Ball Pagès que igualmente celebra su 25.º anniversario.
También Es Puig d'en Valls es el lugar dónde está situada la centenaria fábrica de hierbas ibicencas con la marca más conocida tanto dentro cómo fuera de la isla.
Frente a la fábrica de las hierbas, se encuentra el restaurante Es Camí Vell, uno de los más populares de la isla, lleno cada día debido a la calidad de su comida, la cantidad y los económicos precios. Además de este restaurante, Es Puig d'en Valls tiene también el restaurante Ciudad Jardín, el Can Tommy des Puig, frente al colegio y el restaurante Nomar, los cuatro ofrecen comida ibicenca y mediterránea. También existen unos cuantos bares, algunos de ellos existentes desde hace decenas de años, como son el bar Turet, es Furnet des Puig frente a la iglesia, es Terç junto al supermercado y el café Triplex situado en la avenida principal, donde se puede desayunar desde las siete de la mañana de lunes a domingo.
En la población se encuentra la productora cinematográfica Gueiatu Films, que desde 1997 realiza cortometrajes como "Lluc Solo Leía. La guerra de las Patatas" (1998) o "Dr.Sí", que fue seleccionada en la sección Short Film Corner del festival de Cannes 2011.
En Es Puig d'en Valls se encuentra situada la estación receptora de Ibiza del servicio de 'Automatic Identification System' (AIS) para el monitoreo marítimo en tiempo real del Puerto de Ibiza, conectada permanentemente vía internet a la Universidad del Egeo en Syros (Grecia) para su proyecto académico abierto y comunitario de investigación sobre el tráfico marítimo.